# Jakalope
I Jakalope sono un gruppo musicale canadese, formatosi nel 2004.

## Formazione
Sin dalla sua fondazione, la band ha visto numerosi cambi di formazione. Tuttavia, sono tre i principali membri rimasti in maniera fissa nei Jakalope:
- Chrystal Leigh – voce, tastiera (2007-presente)
- Dave Ogilvie – voce, basso, chitarra, programmazione (2004-presente)
- Katie B – voce, chitarra (2004-2007)

## Discografia

### Album in studio
- 2004 – It Dreams
- 2006 – Born 4
- 2010 – Things That Go Jump in the Night